# Göygöl (sjö)
Göygöl är en sjö i västra Azerbajdzjan.   Den ligger i distriktet Göygöl, cirka 300 kilometer väster om huvudstaden Baku. Sjön Göygöl ligger 1 560 meter över havet. Arean är 0,57 kvadratkilometer. Den sträcker sig 1,5 kilometer i nord-sydlig riktning, och 1,2 kilometer i öst-västlig riktning.
Trakten runt Göygöl består i huvudsak av gräsmarker. Runt Göygöl är det ganska glesbefolkat, med 48 invånare per kvadratkilometer.